# Masaki Chugo
Masaki Chugo (født 16. maj 1982) er en japansk fodboldspiller.
Han har spillet for flere forskellige klubber i sin karriere, herunder Kashima Antlers, JEF United Chiba, Cerezo Osaka og Tokyo Verdy.